# Крона Фіуме
Кро́на Фі́уме (хорв. Riječka kruna, італ. Corona Fiumana) — грошова одиниця, що використовувалася в місті Фіуме (сучасна Рієка, Хорватія) після розпаду Австро-Угорської імперії в 1919—1921 роках. Її основою стали австро-угорські крони, які місцева адміністрація проштемпелювала для регулювання грошового обігу та запобігання інфляційним процесам.

## Передумови
Після Першої Світової війни та падіння Австро-Угорщини питання про статус Фіуме стало значною міжнародною проблемою. Останній угорський губернатор Фіуме, барон Золтан Йекефалуші, залишив місто 30 жовтня 1918 року, після чого у місті було розміщено зведений гарнізон із французьких та італійських військ. Влада в місті, відповідно до положень Лондонської угоди 1915 року та права народів на самовизначення, була передана полковнику Константину Ройчевичу (хорв. Konstantin Rojčević) від імені Національної ради Словенців, Хорватів і Сербів новоствореної Держави Словенців, Хорватів і Сербів. Однак влада хорватської ради тривала недовго. Того ж дня, 30 жовтня 1918 року, італійська громада створила італійську Національну раду, яку очолив Антоніо Гроссіч. Рада видала Декларацію, у якій проголосила об'єднання Фіуме з Італією, та розпочала переговори з прем'єр-міністром Італії Вітторіо Емануеле Орландо щодо військової окупації міста. 3 листопада 1918 року Австро-Угорщина підписала з Італією перемир'я у Вілла Джусті, яке передбачало можливість окупації Італією значних територій, на які претендувала Держава Словенців, Хорватів і Сербів. 17 листопада 1918 року Національна рада Словенців, Хорватів і Сербів у Фіуме була розпущена після захоплення міста італійськими військами під командуванням генерала Енріко ді Сан-Марцано. Відтоді політичне та економічне життя Фіуме фактично регулювалося італійською радою.
10 вересня 1919 року, згідно з Сен-Жерменським мирним договором, Італія отримала колишні австро-угорські території Істрії та Південного Тіролю, але не змогла претендувати на Далмацію, що відійшла до Королівства Сербів, Хорватів і Словенців. Фіуме, яке історично належало угорській Хорватії, також не було включене до складу Італії. Це викликало невдоволення італійських націоналістів, і вже 12 вересня 1919 року збройний загін під проводом поета Габріеле д'Аннунціо без бою зайняв Фіуме, оголосивши його частиною Італії. 8 вересня 1920 року д'Аннунціо проголосив створення незалежної держави — Карнарського регентства. 12 листопада 1920 року було укладено Рапалльський договір, згідно з яким Фіуме отримав статус вільного міста. Через два з половиною місяці регентство було ліквідоване, а територія перейшла під контроль Італійського королівства та Ліги Націй. Остаточне рішення щодо статусу Фіуме було ухвалено 27 січня 1924 року за Римським договором, відповідно до якого місто увійшло до складу Італії в обмін на порт Порто-Барош міста Сушак для КСХС.

## Надпечатки на банкнотах Австро-Угорського банку
Після Першої світової війни грошовою одиницею Фіуме залишалася австро-угорська крона. Для запобігання її знеціненню, 9 квітня 1919 року італійська Національна рада ухвалила декрет №  2453 про штемпелювання банкнот шляхом нанесення штампа. Не штамповані банкноти оголошувалися недійсними, щоб уникнути економічної кризи, спричиненої напливом неконтрольованої кількості крон із сусідніх територій КСХС. Штамп наносили на угорський реверс, зважаючи на історичну приналежність Фіуме до хорватських земель, які входили до складу Угорщини.

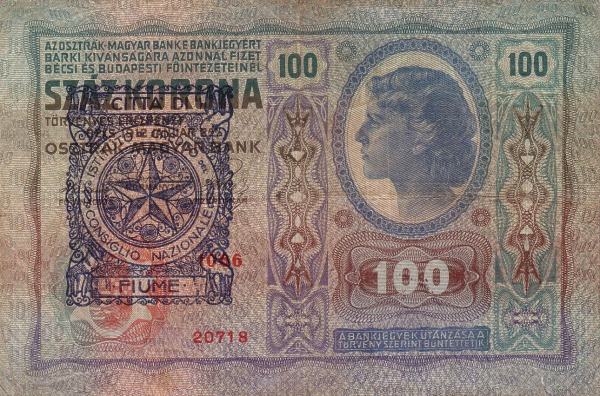
100 крон Фіуме з надпечаткою «CITTÀ DI FIUME. INSTITUTO di CREDITO del CONSIGLIO NAZIONALE». 1919 рік

Надпечатки на банкнотах поділяються на 3 типи:
1. Чорний круглий штамп, що містить зображення п’ятипелюсткової квітки у верхній частині, трирядковий текст «CITTÀ DI FIUME» у центрі та симетричний орнамент у нижній частині;
2. Чорний круглий штамп з Савойським гербом;
3. Прямокутна надпечатка синього кольору розміром із п’ятикутною зіркою в центрі та текстом навколо неї: «CITTÀ DI FIUME. INSTITUTO di CREDITO del CONSIGLIO NAZIONALE».

Відповідно до декрету № 2557 від 15 квітня 1919 року, у Фіуме законним платіжним засобом були визнані банкноти з круглим ручним штампом із текстом «CITTÀ DI FIUME» (перший тип). Через необхідність термінового впровадження дизайн штампу виявився досить простим, що зумовило появу значної кількості підробок. Оскільки штемпельовані банкноти коштували на 10–20 % дорожче крон із югославськими надпечатками, їхнє фальшування набуло масового характеру. Завдяки простоті виконання і можливості підібрати відповідний колір фарби навіть експерти часто не могли з упевненістю відрізнити оригінал від якісної підробки.

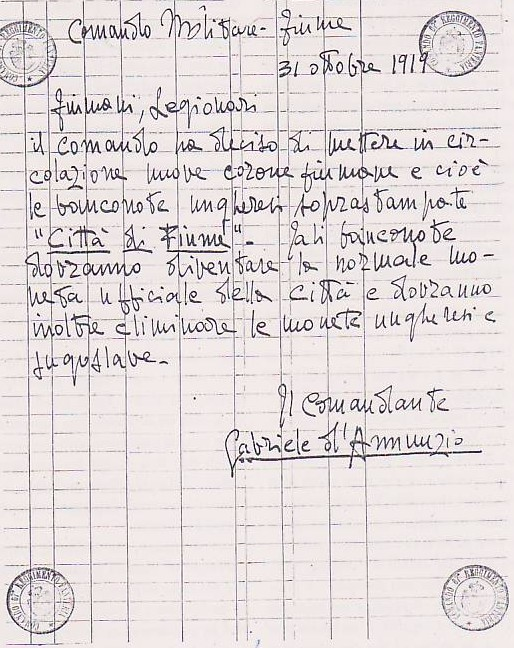
Указ Габріеле д’Аннунціо про створення нової валюти для Фіуме. 31 жовтня 1919 року

23 вересня 1919 року указом Габріеле д’Аннунціо італійську Національну раду було уповноважено керувати філією Австро-Угорського банку у Фіуме. Згодом, 6 жовтня 1919 року, створили Національний кредитний інститут Фіуме (італ. Istituto di Credito del Consiglio Nazionale Città di Fiume), основним завданням якого стало впорядкування грошового обігу. 28 жовтня 1919 року національна рада затвердила офіційний статус цього інституту, що передало його під прямий контроль Габріеле д’Аннунціо. 31 жовтня 1919 року д’Аннунціо видав указ про створення нової валюти для Фіуме. Штемпельовані банкноти із Савойським гербом (другий тип), ймовірно, випускалися протягом дуже короткого періоду. Вважається, що вони перебували в обігу не більше одного місяця і використовувалися виключно для термінових платежів.
Відповідно до декрету №  6274 від 6 жовтня 1919 року та указу Габріеле д’Аннунціо від 31 жовтня 1919 року, з 3 листопада 1919 року до 30 квітня 1920 року використовувався більш технічно складний прямокутний штемпель із текстом «CITTÀ di FIUME. INSTITUTO CREDITO del CONSIGLIO NAZIONALE» і п’ятикутною зіркою в центрі (третій тип). Цей штемпель вважали складним для підробки, але на практиці це виявилося не так. Штемпелем третього типу маркували банкноти, які вже мали круглий штамп першого типу «CITTÀ DI FIUME» або, рідше, штамп другого типу із Савойським гербом. Проте також існує значна кількість крон, позначених виключно прямокутним штемпелем третього типу. Банкноти номіналом 1 і 2 крони не штемпелювалися через їхню велику кількість і активне використання в грошовому обігу міста. Вартість грошей зі штемпелем третього типу зросла на 90 % у порівнянні з іншими кронами. Обсяг офіційно проштампованих банкнот постійно збільшувався: якщо у квітні 1919 року їхня кількість становила 47 734 190 крон, то у квітні 1920 року вона досягла 122 862 356 крон.

## Вилучення з обігу
З 18 липня 1921 року штемпельовані банкноти почали поступово вилучати з обігу, обмінюючи їх на ваучери «Buoni di Cassa», які згодом можна було обміняти на італійські ліри. 1 вересня того ж року новою грошовою одиницею було проголошено італійську ліру. Відповідно до указу Тимчасового уряду від 28 вересня 1921 року, всі крони, що залишилися в обігу після кінця жовтня, оголошувалися недійсними. Їх більше не приймали для обміну на ваучери «Buoni di Cassa».
27 січня 1924 року Фіуме офіційно стало частиною території Італії. У своєму декреті від 24 лютого 1924 року король Віктор Емануїл III постановив, що ваучери «Buoni di Cassa», номіновані в кронах Фіуме, повинні бути викуплені за курсом 0,40 ліри за одну крону. Цей обмінний курс відповідав тому, який діяв під час штемпелювання банкнот.